# Amalteo
Gli Amalteo (o, al plurale, Amaltei) furono una famiglia originaria di Pordenone che si stabilì a Oderzo all'inizio del Cinquecento. Diedero illustri personalità in ambito culturale.

## Storia
Si trattava in origine di una famiglia di mastri murari e lo stesso cognome dovrebbe derivare dal latino a malta, traduzione dotta dell'espressione popolare "quelli della malta".
I primi membri degni di nota furono i fratelli Cornelio Paolo (1460 - 1517), Marcantonio (1475 - 1563) e Francesco (1485 - 1543), figli di Giambattista di Francesco: il primo fu professore di lettere a Vienna e poeta cesareo di Massimiliano I; il secondo fu pure insegnante di lettere in Austria, Ungheria e alto Veneto e ha lasciato un poema su san Paolo eremita (1512); il terzo fu umanista e insegnante attivo a Oderzo e a Sacile.
Rilevanti sono anche i tre figli di quest'ultimo, Girolamo (1507 - 1574), Giambattista (1525 - 1573) e Cornelio (1530 - 1603). Il secondo fu probabilmente la personalità più celebre: fu poeta (anche in greco e latino), filosofo, teologo e giurista, nonché segretario di ambasciatori, della Repubblica di Ragusa e di san Carlo Borromeo; a Roma ebbe incarichi nell'ambito della Controriforma. Girolamo si distinse soprattutto come medico e professore di medicina all'università di Padova, mentre Cornelio ebbe una carriera più mediocre come correttore del Catechismo del Concilio di Trento con Aldo Manuzio.
Nel Seicento si distinsero Attilio di Girolamo († 1633), ecclesiastico impegnato come nunzio apostolico nell'Europa centrale, nonché i fratelli Aurelio (1626- ?) e Ascanio, l'uno autore di opere per il Teatro imperiale, l'altro maestro di italiano presso Luigi XIV di Francia.
I pittori Pomponio (1505 - 1588) e Girolamo Amalteo erano in realtà figli di Leonardo della Motta e di Natalia Amalteo, altra figlia di Giambattista di Francesco.
La famiglia si estinse nel 1855 con la morte di Giambattista, i cui eredi furono i suoi nipoti ossia il conte Paolo di Porcia e Brugnera e i nobili de Pollis di Cividale del Friuli.

## Stemma
L'arma della famiglia Amalteo era: d'azzurro alla cornucopia d'oro posta in palo.